# Тордия, Пантико Шалвович
Пантико Шалвович Тордия — советский хозяйственный, государственный и политический деятель. 

## Биография
Родился в 1935 году в селе Эцрей. Член КПСС с 1971 года.
С 1957 года — на хозяйственной, общественной и политической работе. В 1957—2010 гг. — электрик, контролер, инженер-конструктор Саратовского
авиационного завода, инженер-конструктор, ведущий инженер, главный конструктор, заместитель главногого инженера, главный инженер, директор Тбилисского авиационного завода им. Г. Димитрова, заместитель, советник министра промышленности Грузии, бизнесмен в авиационной промышленности Грузии.
Избирался депутатом Верховного Совета Грузинской ССР 10-го и 11-го созывов. Делегат XXVI, XXVII съездов КПСС и XIX партконференции.
Лауреат Государственной премии Грузинской ССР в области науки и техники (1983).
Почетный гражданин Тбилиси (2000). Профессор Тбилисского авиационного института.
Живёт в Грузии.